# 德特冰川

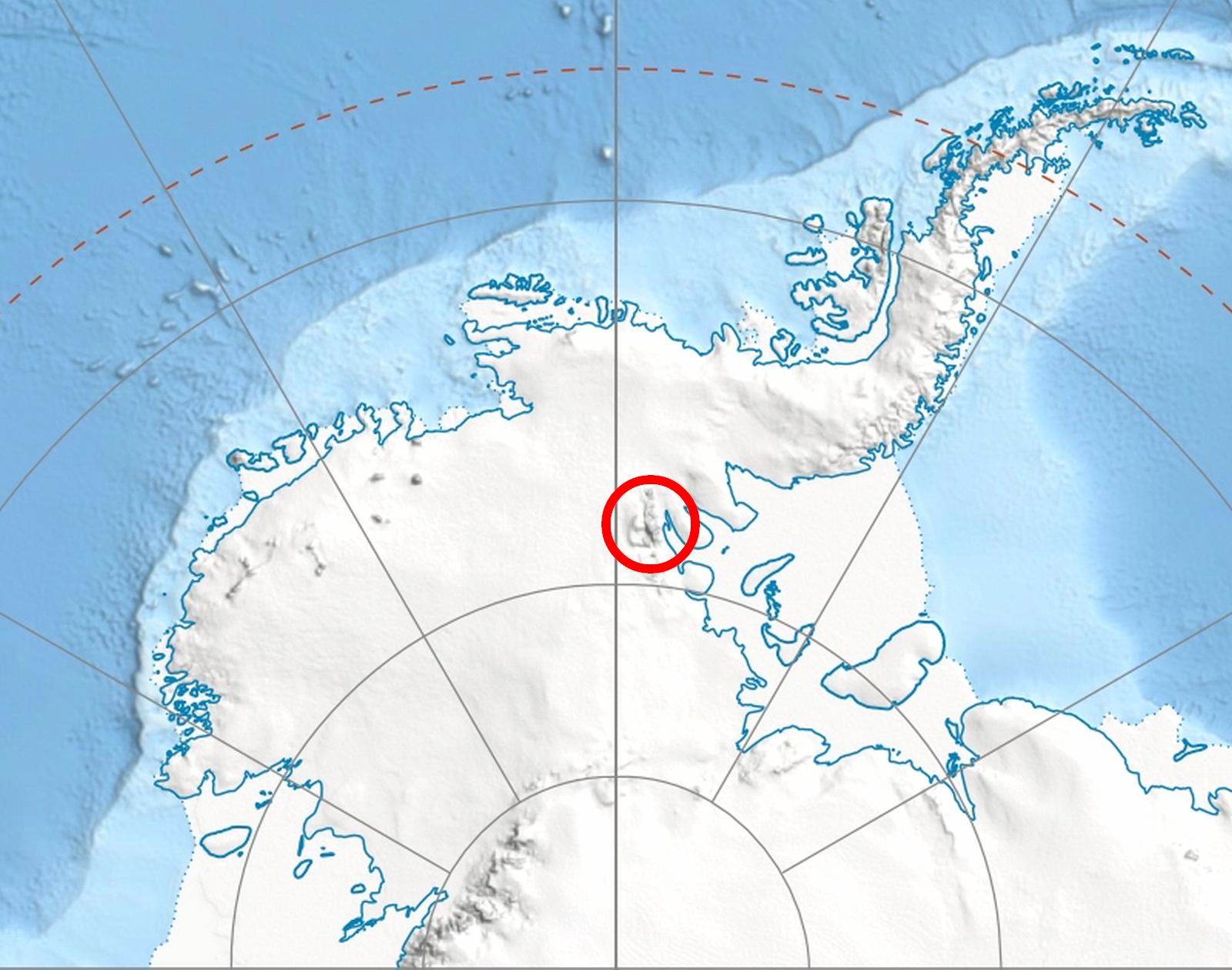

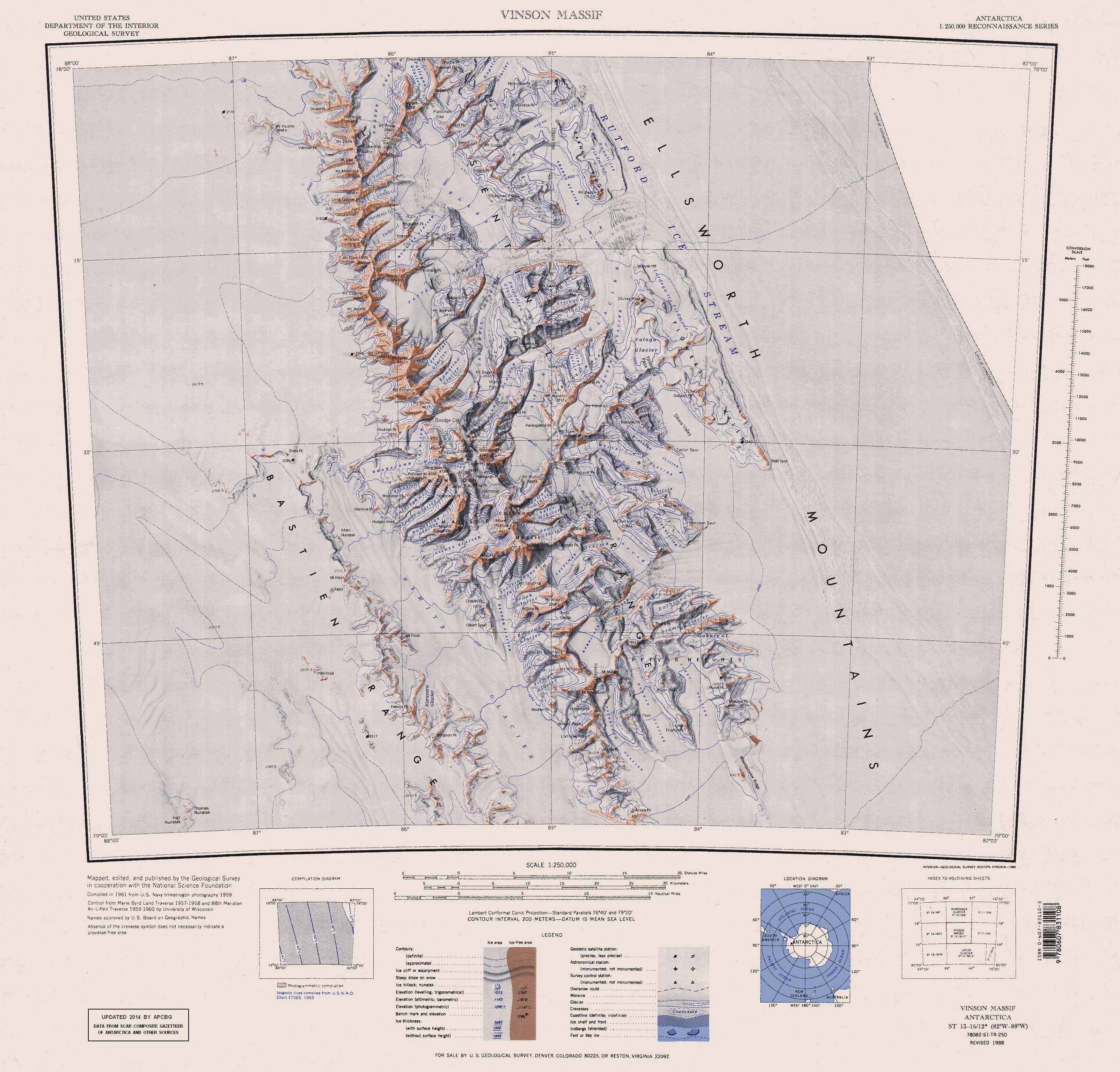

德特冰川是南極洲的冰川，位於埃爾斯沃思地，處於埃爾斯沃思山脈的森蒂納爾嶺，長39公里、寬2至5公里，該冰川在1959年12月14至15日由美國海軍發現。
78°17′S 84°35′W / 78.283°S 84.583°W